# Chassé-croisé à Manhattan
Pour les articles homonymes, voir Chassé-croisé.
Pour plus de détails, voir Fiche technique et Distribution.
Chassé-croisé à Manhattan (Trust the Man) est un film américain réalisé par Bart Freundlich, présenté au Festival international du film de Toronto le 12 septembre 2005 et sorti en salles en 2006.

## Synopsis
Tom (David Duchovny) et son jeune frère Tobey (Billy Crudup) ont de plus en plus de mal à maîtriser leur vie de couple respective. Marié à Rebecca (Julianne Moore), une célèbre actrice, Tom a été contraint de quitter son poste pour s'occuper des enfants. Tobey, éternel adolescent farfelu, subit les pressions de sa compagne, Elaine (Maggie Gyllenhaal), qui lui demande de s'engager.
Entre les états d'âme de Tom, les névroses de Rebecca, les angoisses d'Elaine et les excentricités de Tobey, les deux couples vont traverser la pire crise de leur existence. Pour tout arranger, Tom va s'embarquer dans une aventure avec une mère d'élève et Tobey va recroiser une ancienne petite amie de fac...
Face aux mensonges, aux doutes, aux non-dits, hésitant entre l'envie de faire confiance ou de tout faire exploser, Rebecca et Elaine vont devoir choisir...

## Fiche technique
- Réalisation et scénario : Bart Freundlich
- Direction artistique : John Nyomarkay
- Décors : Kevin Thompson
- Costumes : Michael Clancy
- Photo : Tim Orr (en)
- Montage : John Gilroy
- Musique : Clint Mansell
- Producteur : Bart Freundlich - Sidney Kimmel (en) - Tim Perell
- Sociétés de production : Fox Searchlight Pictures, Sidney Kimmel Entertainment et Process Productions
- Distribution : États-Unis : Fox Searchlight Pictures - France : 20th Century Fox France
- Budget : 10 000 000 $[1],[2]
- pays :  États-Unis
- Langue : anglais
- Format : 2.35:1, 35 mm et Couleur Son Dolby Digital
- Date de sortie : 
  - Canada : 12 septembre 2005 (Festival du film international de Toronto)
  - États-Unis : 18 août 2006 (sortie limitée) ; 1er septembre 2006 (sortie nationale)
  - France : 22 novembre 2006

## Distribution

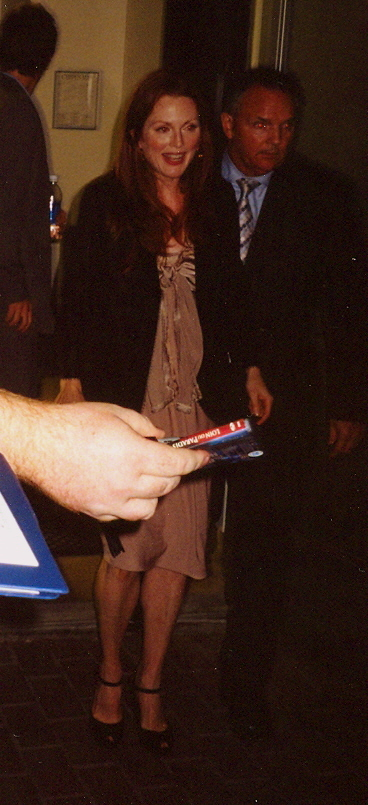
L'actrice Julianne Moore pour la présentation du film au TIFF 2006.

- David Duchovny (VF : Georges Caudron) : Tom
- Julianne Moore (VF : Ivana Coppola) : Rebecca
- Billy Crudup :  (VF : Damien Ferrette) : Tobey
- Maggie Gyllenhaal (VF : Marie-Eugénie Maréchal) : Elaine
- Justin Bartha : Jasper
- Garry Shandling : Dr Beekman
- Ellen Barkin (VF : Martine Irzenski) : Norah
- Eva Mendes (VF : Julie Dumas) : Faith
- James LeGros (VF : Thierry Ragueneau) : Dante
- Sterling K. Brown : Rand

## Réception
Chassé-croisé à Manhattan a dans l'ensemble reçu des critiques mitigées et négatives dans les pays anglophones, obtenant un pourcentage de 28 % sur le site Rotten Tomatoes avec une note moyenne de 4.6⁄10 et une moyenne de 43⁄100 sur le site Metacritic, mais également en France, où Allociné, ayant recensé les critiques presse, lui attribue une note moyenne de 1.5⁄5.

## Box-office
- États-Unis : 1 530 535 dollars [6]
- France : 1 402 entrées[7]
- Mondial : 7 353 118 dollars[6]